# فرانکو زاجلیو
فرانکو زاجلیو (به ایتالیایی: Franco Zaglio) بازیکن فوتبال و اهل ایتالیا است که از سال ۱۹۵۹ میلادی عضو تیم ملی فوتبال ایتالیا بوده و در ۲ بازی ملی حضور داشته‌است. او در بازی‌های ملی‌اش گلی به ثمر نرساند.
فرانکو زاجلیو آخرین بازی ملی خود را در سال ۱۹۵۹ میلادی انجام داد.